# Szewnica miętówka

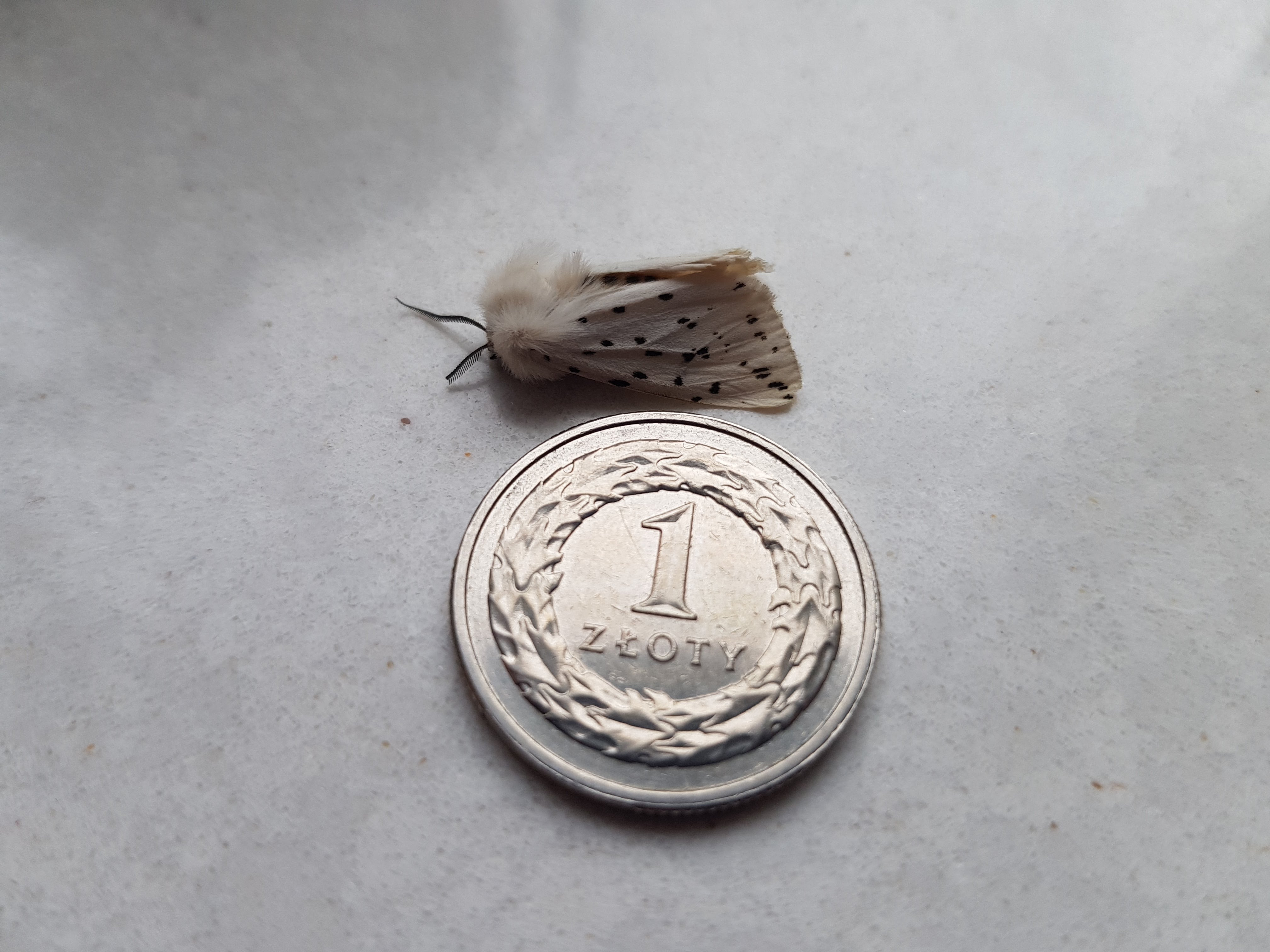
Szewnica miętówka w porównaniu z monetą

Szewnica miętówka (Spilosoma lubricipeda) – gatunek motyla z rodziny mrocznicowatych (Erebidae) i podrodziny niedźwiedziówkowatych.

## Opis

### Owad dorosły
Tułów ciemnożółty z kremowym odcieniem. Głowa barwy tułowia, z wyjątkiem brunatnoczarnych boków czoła i w większości takiej barwy głaszczków wargowych, które tylko od spodu są ochrowe. Skrzydła mają rozpiętość od 3 do 5 cm. Przednie skrzydło długości od 17 do 20 mm, mniej więcej trójkątne, żółtobiałe lub ciemnożółte z małymi czarnymi kropkami. Plamki mogą niekiedy łączyć się w smugi lub całkiem zanikać.

### Gąsienica
Gąsienica jest silnie owłosiona, różnie ubarwiona. Zwykle brunatnożółta z jasnym pasem na grzbiecie i białawymi po bokach lub szarobrązowa z czerwonym lub pomarańczowym paskiem wzdłuż grzbietu. Potrafi się szybko poruszać.

## Biologia i ekologia
Polifag roślin zielnych i krzewów, żerujący m.in. na borówkach, pokrzywach, bzie czarnym i ligustrze pospolitym. W Polsce gąsienice żerują do września. Motyl nocny.

## Rozprzestrzenienie
Gatunek palearktyczny o rozsiedleniu euroazjatyckim, od środkowej i północnej Europy po Japonię. W Polsce stosunkowo pospolity.